# Зварич Василь Богданович
Василь Богданович Зварич (нар. 27 січня 1977, Стрий) — український дипломат. Надзвичайний і Повноважний Посол України в Чехії (з 2024). Надзвичайний і Повноважний Посол України в Польщі (2022—2024).

## Життєпис
Народився 27 січня 1977 року в місті в Стрию на Львівщині. У 1999 році закінчив з відзнакою факультет міжнародних відносин Львівський національний університет імені Франка.
У 1999 році проходив стажування у Секретаріаті Комітету у закордонних справах і зв'язках з СНД Верховної Ради України.
У 1999—2000 рр. — спеціаліст першої категорії відділу Кавказу і Туреччини Третього територіального департаменту Міністерства закордонних справ України
У 2000—2001 рр. — аташе відділу країн Центрально-Східної Європи Третього територіального департаменту Міністерства закордонних справ України
У 2001—2004 рр. — аташе, третій секретар Посольства України в Туреччині
У 2004—2006 рр. — другий секретар відділу міжнародного військового співробітництва Департаменту контролю над озброєннями та військово-технічного співробітництва Міністерства закордонних справ України
У 2006—2007 рр. — перший секретар аналітичного відділу Департаменту секретаріату Міністра закордонних справ України (Секретаріат Міністра)
У 2007—2010 рр. — перший секретар Посольства України в Республіці Польща
У 2010—2011 рр. — радник Посольства України в США
У 2012—2014 рр. — заступник директора Департаменту інформаційної політики Міністерства закордонних справ України.
З липня по грудень 2014 р. — заступник директора Департаменту політики і комунікацій — начальник Управління політичного аналізу та планування Міністерства закордонних справ України
З грудня 2014 по вересень 2020 рр. — заступник керівника місії, радник-посланник Посольства України в Республіці Польща.
З вересня 2020 по червень 2022 рр. — директор Другого територіального департаменту Міністерства закордонних справ України.
8 лютого 2022 року призначений Надзвичайним і Повноважним Послом України в Польщі.
15 червня 2022 року — вручив копії вірчих грамот Заступнику міністра закордонних справ Республіки Польща Марціну Пшидачу.

## Скандальні заяви
На пораду речника Польського МЗС Лукаша Ясіни про те, що за події на Волині Президенту Володимиру Зеленському слід вибачитись та попросити вибачення гнівно відреагував, назвавши це «нав'язуванням польської точки зору».

## Дипломатичний ранг
- Надзвичайний і Повноважний Посланник другого класу (2016)[15].
- Надзвичайний і Повноважний Посланник першого класу (2023)[16].

## Нагороди
- Орден «За заслуги» III ст. (20 липня 2025) — за вагомий особистий внесок у розвиток міждержавного співробітництва, консолідацію міжнародної підтримки суверенітету та територіальної цілісності України, плідну дипломатичну діяльність та високий професіоналізм[17].
- Орден Республіки Польща "Командорський хрест із зіркою «За заслуги» — Польща; 2024[18]